# Immacolatella
Az Immacolatella egy vörös színű épület a nápolyi kikötőben. Az egyetlen fennmaradt építmény a régi kikötő idejéből. Az egykori karanténépület része volt, építését 1740-ben fejezték be Domenico Antonio Vaccaro tervei alapján. A homlokzatát díszítő Szeplőtelen Szűz szobor után kapta a nevét. Az épület körüli területet az 1930-as években feltöltötték, így elveszítette kikötői jellegzetességeit. 
Az Immacolatella kutat, mely az épület udvarát díszítette, áthelyezték a Castel dell’Ovo közelébe, a via Nazario Sauro-ra.